# Meksikanec
Meksikanec (Мексиканец) è un film del 1955 diretto da Vladimir Pavlovič Kaplunovskij.